# Cygnæus
Cygnaeus är en finländsk släkt.
Släktens stamfader anges i Svenskt biografiskt lexikon vara Martin finne, som skulle ha levat under mitten av 1600-talet. Han skulle ha varit far till kyrkoherden i Kristina socken, Savolax,  Johannes Martini († 1721). Denne var gift med Birgitta Svahn, en dotter till Georgius Jousenius från Joutseno. Deras barn, däribland Zacharias, upptog namnet Cygnaeus såsom en latinisering av moderns efternamn Svan (cygnus = svan). 
Zacharias Cygnaeus var gift med Elisabeth Helsingia, dotter till kapellanen i Viborg, Jacob Helsingius och hade tidigare varit gift med Anders Alopaedus; deras son, Zacharias Cygnaeus svärson, Johan adlades med namnet Nordensvan. Bland Zacharias Cygnaeus barn märks Zacharias Cygnaeus d.ä..

## Kända medlemmar av släkten
- Zachris Cygnæus (1700-1774)
- Zacharias Cygnaeus d.ä. (1733-1809)
- Zacharias Cygnaeus d.y. (1763-1830)
- Johan Henrik Cygnaeus (1765-1814)
- Fredrik Cygnaeus (1807-1881)
- Uno Cygnaeus
- Gustaf Alexander Cygnaeus